# Сергеј Бодров
Сергеј Владимирович Бодров (рус. Серге́й Влади́мирович Бодро́в; 28. јун 1948, Хабаровск, Русија) је руски филмски редитељ, сценариста, продуцент и глумац.
Сергеј Бодров је рођен 28. јуна 1948. године у Хабаровску. Своју каријеру је започео као новинар. Године 1974. је завршио драматургију на најпознатијој руској уметничкој школи - ВГИК-у. По његовим сценаријима снимљено је више од двадесет филмова. Међу његовим делима редитељски делима, издвајау се следећи филмови - „Непрофесионалац“ (1985, Специјална награда жирија на фестивалу у Торину), „Коцкар“ (1989), „Господине“ (1989), „Желео сам да видим анђеле." Након тога, Сергеј Бодров се преселио у САД где је почео да ради са супругом.
Слика о рату у Чеченији „Затвореник из планина“ добио је 1999. награду „Ника“ за најбољи филм године и награду Европске филмске академије, „Феликс“ за сценарио.
Сергеј Бодров је аутор неколико збирки кратких прича и анегдоте. У Француској је објављивања његове књига „Слобода = рај." Као сценариста је укључен у стварање сценарија за филм „Исток - Запад“, француског редитеља Режија Варњеа.
Његов син, глумац и редитељ Сергеј Бодров (млађи) (1971—2002), несрећно је настрадао у Кармадонском ждрелу, на Кавказу, у току снимања филма „Гласник“.